# Dzieci rewolucji 1982–92
Dzieci rewolucji 1982–92 – pierwszy album będący kompilacją największych przebojów grupy T.Love. Znalazło się na nim 15 piosenek.
8 utworów (1, 3-7 oraz 10) pochodzi z czasów T.Love Alternative, a 2 utwory (2 i 11) pochodzą z albumu „Wychowanie”.
Specjalnie na ten album pojawiło się 5 nowych piosenek (utwory: 8,9,13,14 i 15).
Na tym albumie jest też koncertowa wersja utworu „Garaż”, który ukazał się na albumie „Nasz Bubelon” z 1984 roku.

## Lista utworów
1. „Gwiazdka” – 2:00
2. „Wychowanie” – 2:38
3. „Kołysanka zabijanka” – 1:42
4. „Karuzela” – 2:22
5. „IV L.O.” – 2:23
6. „Marzyciele” – 3:11
7. „Garaż '84” – 3:17
8. „Żołnierska piosenka” – 4:49
9. „Autobusy i tramwaje” – 2:32
10. „Bęben mój” – 4:47
11. „Taczanka” (Wolny jak taczanka na stepie) – 3:17
12. „Sz. młodzież” (Szara młódź/Szara młodzież) – 4:09
13. „O.K.” – 3:11
14. „Przemoc (O.Kobiety '91)” – 5:36
15. „Prawdziwi kochankowie” – 3:53[3]

## Muzycy
Skład podany na podstawie strony zespołu
- Muniek Staszczyk – śpiew, gitara basowa
- Janusz Knorowski – gitara
- Jacek Wudecki – perkusja
- Darek Zając – instrumenty klawiszowe
- Jacek Śliwczyński – gitara basowa
- Andrzej Zeńczewski – gitara
- Piotr Malak – saksofon
- Tom Pierzchalski  – saksofon
- Piotr Wysocki – perkusja
- Jan Benedek – gitara
- Sidney Polak – perkusja
- Paweł Nazimek – gitara basowa

### Muzycy dodatkowi
- Leszek Biolik – gitara basowa
- Małgorzata Dowgielewicz – chórki
- Jarmila Górna – chórki
- Dorota Dzienkiewicz – chórki
- Robert Jakubiec – trąbka
- Marek Kazana – saksofon
- Aleksander Korecki – saksofon
- Romuald Kunikowski – akordeon, instrumenty klawiszowe
- Piotr Żyżelewicz – perkusja